# Хорлово (платформа)
Хорло́во — остановочный пункт Большого кольца МЖД. Расположен в посёлке Хорлово Воскресенского района Московской области. 
Относится к Московско-Рязанскому региону Московской железной дороги. Расположена на однопутном участке (ветви) Большого кольца Ильинский Погост — Егорьевск-2 — Воскресенск.

## Инфраструктура
Имеет одну боковую высокую платформу. Ранее остановочный пункт был станцией и имел четыре пути, ныне 3 из них разобрано. Оставшийся путь используется для транзитного движения.
Сохранилось здание вокзала, сейчас не использующееся.
Через станцию проходит ежедневно 1 электропоезд на Детково. На Куровскую ходит 1 электропоезд по будням и 2 по выходным. По выходным 1 электропоезд на Егорьевск, 1 на Воскресенск. Прямого сообщения с Москвой не имеет.